# Handbol als Jocs Olímpics d'estiu de 2004
Als Jocs Olímpics d'Estiu de 2004 celebrats a la ciutat d'Atenes (Grècia) es disputaren dues proves d'handbol, una en categoria masculina i una altra en categoria femenina. La competició se celebrà al Indoor Arena i el Pavelló d'Esports entre els dies 14 i 29 d'agost de 2004.

## Comitès participants
Hi participaren un total de 328 jugadors d'handbol, 179 homes i 149 dones, de 16 comitès nacionals diferents.
| Categoria masculina - Alemanya - Brasil - Corea del Sud - Croàcia - Egipte - Eslovènia - Espanya - França - Grècia - Hongria - Islàndia - Rússia |  | Categoria femenina - Angola - Brasil - Corea del Sud - Dinamarca - Espanya - França - Grècia - Hongria - Ucraïna - R.P. de la Xina |

## Resum de medalles
| Prova                   | Or | Argent | Bronze |
| Handbol masculí Detalls | CroàciaIvano Balić · Davor Dominiković · Mirza Džomba · Slavko Goluža · Nikša Kaleb · Blaženko Lacković · Venio Losert · Valter Matošević · Petar Metličić · Vlado Šola · Denis Špoljarić · Goran Šprem · Igor Vori · Vedran Zrnić                                                 | AlemanyaMarkus Baur · Frank von Behren · Mark Dragunski · Henning Fritz · Pascal Hens · Jan Olaf Immel · Torsten Jansen · Florian Kehrmann · Stefan Kretzschmar · Klaus-Dieter Petersen · Christian Ramota · Christian Schwarzer · Daniel Stephan · Christian Zeitz · Volker Zerbe | RússiaMikhail Txipurin · Aleksandr Gorbatikov · Vyatxeslav Gorpixin · Vitali Ivanov · Eduard Kokxarov · Alexey Kostygov · Denis Krivoxlykov · Vassili Kudínov · Oleg Kulexov · Andrei Lavrov · Sergey Pogorelov · Alexey Rastvortsev · Dmitri Torgovanov · Aleksandr Tutxkin                  |
| Handbol femení Detalls  | DinamarcaLouise Nørgaard · Rikke Skov · Henriette Mikkelsen · Mette Vestergaard · Rikke Jørgensen · Camilla Thomsen · Karin Mortensen · Lotte Kiærskou · Trine Jensen · Katrine Fruelund · Rikke Schmidt · Kristine Andersen · Karen Brødsgaard · Line Daugaard · Josephine Touray | Corea del SudOh Yong-Ran · Woo Sun-Hee · Huh Soon-Young · Lee Gong-Joo · Jang So-Hee · Kim Hyun-Ok · Kim Txa-Youn · Oh Seong-Ok · Huh Young-Sook · Moon Kyeong-Ha · Lim O-Kyeong · Lee Sang-Eun · Myoung Bok-Hee · Txoi Im-jeong · Moon Pil-Hee                                    | UcraïnaNataliya Borysenko · Ganna Burmystrova · Tetyana Xynkarenko · Maryna Vergelyuk · Olena Iatsenko · Ganna Siukalo · Olena Radtxenko · Olena Tsygitsa · Galyna Markuxevska · Lyudmyla Xevtxenko · Iryna Hontxarova · Nataliya Lyapina · Anastasiya Borodina · Larysa Zaspa · Oxana Rayhel |

## Medaller[1]
| Posició | País          | Or | Argent | Bronze | Total |
| 1       | Croàcia       | 1  | 0      | 0      | 1     |
| 1       | Dinamarca     | 1  | 0      | 0      | 1     |
| 3       | Alemanya      | 0  | 1      | 0      | 1     |
| 3       | Corea del Sud | 0  | 1      | 0      | 1     |
| 5       | Ucraïna       | 0  | 0      | 1      | 1     |
| 5       | Rússia        | 0  | 0      | 1      | 1     |